# Station Eilvese
Station Eilvese (Haltepunkt Eilvese) is een spoorwegstation in de Duitse plaats Eilvese in de deelstaat Nedersaksen. Het station ligt aan de spoorlijn Wunstorf - Bremerhaven.

## Indeling
Het station heeft twee zijperrons, welke niet zijn overkapt maar voorzien van abri's. De perrons zijn te bereiken vanaf de straat Eilveser Hauptstraße, in deze straat is er ook een overweg om de overkant te bereiken. Rondom het station zijn er een aantal parkeerplaatsen en fietsenstallingen. In de buurt van het station zijn er twee bushaltes, één in de straat Eilveser Hauptstraße (Eilvese/Bahnhof) en één in de straat Am Hüttenkrug (Eilvese/Hüttenkrug).

## Verbindingen
Het station is onderdeel van de S-Bahn van Hannover, die wordt geëxploiteerd door DB Regio Nord. De volgende treinserie doet het station Eilvese aan:
| Serie | Treinsoort             | Route                                                                                | Bijzonderheden                     |
| ----- | ---------------------- | ------------------------------------------------------------------------------------ | ---------------------------------- |
| S2    | S-Bahn (DB Regio Nord) | Nienburg (Weser) – Eilvese – Seelze – Hannover Hbf – Weetzen – Barsinghausen – Haste | Zondags alleen Nienburg - Hannover |